# Корге (Ређо Емилија)
Корге је насеље у Италији у округу Ређо Емилија, региону Емилија-Ромања.
Према процени из 2011. у насељу је живело 44 становника. Насеље се налази на надморској висини од 20 м.